# (6240) Lucretius Carus
(6240) Lucretius Carus (1989 SL1) – planetoida z pasa głównego asteroid okrążająca Słońce w ciągu 3,31 lat w średniej odległości 2,22 j.a. Odkryta 26 września 1989 roku.